# Канавиу
Канавиу (на гръцки: Κανναβιού, Канавю̀) е село в Кипър, окръг Пафос. Според статистическата служба на Република Кипър през 2001 г. селото има 162 жители.
Намира се на 9 км западно от Панагия.